# Vale das Mós
Vale das Mós é uma povoação portuguesa do Município de Abrantes, na província do Ribatejo, região do Oeste e Vale do Tejo e NUT3 do Médio Tejo, que foi sede da Freguesia de Vale das Mós, freguesia que tinha 24,49 km² de área e 588 habitantes (2011).
A Freguesia de Vale das Mós foi criada em 1985, por desanexação de parte das freguesias de Bemposta e de S. Facundo. Foi extinta (agregada), em 2013, no âmbito de uma reforma administrativa nacional, tendo sido agregada à freguesia de São Facundo, para formar uma nova freguesia denominada União das Freguesias de São Facundo e Vale das Mós.

## Localização
Situada na zona sudeste limítrofe do município, Vale de Mós limita, a leste, com o Município de Ponte de Sor, tendo como vizinhas as localidades de Bemposta, a sul e de São Facundo a oeste e a norte.
Esta localidade surge na periferia entre os Municípios de Abrantes e Ponte de Sor e entre os Distritos de Santarém e Portalegre, tendo, por isso, uma localização privilegiada para receber cidadãos oriundos das mais diversas regiões, sendo igualmente um ponto de confluência de culturas (alentejanas e ribatejanas), saberes e tradições. Deste modo, os serviços e infraestruturas de que dispõe revelam-se fundamentais para fixar pessoas e contribuir para as dinâmicas locais, concelhias e regionais, através do seu posicionamento estratégico.

## Lenda
Reza a história que o nome da localidade surge ligado à existência de muitos moinhos na zona, alguns dos quais ainda aparecem sob vestígios degradados ou até mesmo intactos. Assim, conta-se que, em tempos, havia na zona um moleiro que era muito bom a picar mós, pelo que, um dia, se terá deslocado à povoação um homem de outra localidade para falar com o moleiro, tendo perguntado pelo caminho onde o mesmo morava e alguém lhe indicou o cimo do vale. A partir desse dia, esse homem passou a referir-se ao local como “Vale das Mós”, nome da localidade até aos dias de hoje.

## Infraestruturas e turismo
A aldeia de Vale das Mós dispõe de um conjunto de valências que reforçam o seu posicionamento de como aldeia de referência, procurando presentear os seus cidadãos com variadas infraestruturas que, habitualmente, não existem em meios de menor dimensão. Assim, as mesmas surgem numa ótica de valorização do interior do país, do meio rural e da fixação de pessoas. São exemplos de infraestruturas existentes na aldeia de Vale das Mós um Parque Desportivo, um Recinto de Festas, um complexo de Piscinas, jardins públicos, um parque infantil, bolsas de estacionamento, entre outras. As Piscinas de Vale das Mós, a par do Baloiço Panorâmico de Vale das Mós, a rota dos fontanários, entre outros, constituem diversos pontos turísticos que atraem centenas de pessoas anualmente à aldeia.

## Eventos
Vale das Mós é reconhecido pela organização de grandes eventos, nomeadamente o Festival das Migas, organizado pelo Clube Cultural e Recreativo de Vale das Mós, a Vale das Mós Summer Fest, dinamizada pela Associação Juvenil Cem Rumos, pelas suas festas anuais, entre outros eventos.

## População
★ Freguesia criada em 1985, por desanexação de parte das freguesias de Bemposta e de S. Facundo.

 Grupos etários em 2001 e 2011			

| 1991 | 2001 | 2011 |
| 822  | 747  | 588  |
|      | -9%  | -21% |

|     | 0-14 anos | 15-24 anos | 25-64 anos | 65 e + anos |
| Hab | 73 \| 47  | 91 \| 39   | 365 \| 316 | 218 \| 186  |
| Var | -36%      | -57%       | -13%       | -15%        |